# Longguo & Shihyun
Longguo & Shihyun (кор. 용국 & 시현) — південнокорейський дует, створений Choon Entertainment у Сеулі, Південна Корея. Раніше дует брав участь у 2 сезоні Produce 101. Вони дебютували 31 липня 2017 року з синглом «the.the.the». Лонгу був учасником бой-бенду JBJ, підписавши контракт на 7 місяців із лейблом Fave Entertainment.

## Учасники
- Лонгу (кор. 용국)
- Сіхьон (кор. 시현)

## Дискографія

### Мініальбоми
| Назва       | Деталі альбому | Пікові позиції у чартах | Продажі                  |
| Назва       | Деталі альбому | KOR                     | Продажі                  |
| ----------- | --- | ----------------------- | ------------------------ |
| the.the.the | - Реліз: 31 липня 2017 - Лейбл: Choon Entertainment, NHN Entertainment - Формат: CD, цифрове завантаження, стриминг Трек-лист 1. «Stay Here» 2. «the.the.the» 3. «Love Taste» 4. «Wonderland» | 5                       | - Південна Корея: 33,550 |

### Сингли
| Назва                                                                            | Рік  | Пікові позиції у чартах | Продажі (DL)             | Альбом      |
| Назва                                                                            | Рік  | KOR                     | Продажі (DL)             | Альбом      |
| -------------------------------------------------------------------------------- | ---- | ----------------------- | ------------------------ | ----------- |
| «the.the.the»                                                                    | 2017 | —                       | - Південна Корея: 22,667 | the.the.the |
| «—» релізи, що не потрапили у чарти або не були випущені у відповідних регіонах. |      |                         |                          |             |

## Нагороди і номінації

### Golden Disc Awards
| Рік  | Номіновано        | Нагорода                | Результат |
| ---- | ----------------- | ----------------------- | --------- |
| 2018 | Longguo & Shihyun | New Artist of the Year  | Номінація |
| 2018 | Longguo & Shihyun | Global Popularity Award | Номінація |